# Ceramaster stellatus
Ceramaster stellatus is een zeester uit de familie Goniasteridae.
De wetenschappelijke naam van de soort werd in 1950 gepubliceerd door Alexander Michailovitsch Djakonov.